# Abcdin
Abcdin (pronunciación: abe-cedínⓘ) fue una tienda cadena chilena de tiendas de, principalmente, artefactos electrónicos para el hogar. Fue creada en 1950 como una subsidiaria de Empresas Copec. En abril de 2005 fue vendida al grupo Yaconi-Santa Cruz, quienes la fusionaron con las multitiendas Din en julio de 2008. Actualmente es una división de dicha empresa. En abril de 2023 se fusionó con La Polar para pasar llamarse Abc.

## Historia
En la década de 1950, a modo de incentivar el uso de gas licuado, la compañía de gas Abastible, de Empresas Copec, comienza a comercializar productos que consumen gas licuado, como cocinas y estufas.
En 1966, se inicia formalmente las ventas de la tienda ABC, bajo el nombre de Abastible, con la venta de productos de línea blanca y electrodomésticos.
En 1976 se crea la sociedad Abastecedora de Combustibles Comercial Ltda., que quedó encargada de las ventas de productos para el hogar, renombrando Abastible por ABC.
En agosto de 1987 deja de ser una subsidiaria de Abastible, quedando bajo el nombre de ABC Comercial Ltda., razón social que mantiene hasta el día de hoy. Ese mismo año, lanzan la tarjeta de crédito ABC, con el fin de financiar las compras. También se crea el nombre de fantasía Supertiendas ABC el cual mantuvo hasta octubre de 1996 con el eslogan de 1987 «El ABC de la Economía»
En octubre de 1996, se cambia la imagen corporativa de la compañía, pasando del nombre Supertiendas ABC a solamente ABC con el nuevo eslogan «Sabemos más», ese mismo año abandona el primer puesto en ventas de productos para el hogar en Chile, debido a la adquisición de Equs por parte de Din, encargada de la venta de electrodomésticos, línea blanca, electrónica y muebles.
El jueves 1 de abril de 2005, el grupo Angelini vende al grupo Yaconi-Santa Cruz, propietaria de las tiendas Din, todas las operaciones de ABC Comercial Ltda., entre ellas las operaciones de las tiendas y las tarjetas de crédito. 
En junio de 2006, tras fusionar su negocio financiero con el de Din, cambia su imagen corporativa, con el eslogan: «El ABC de la tecnología», la que mantuvo hasta la unión definitiva de las marcas ABC y Din.
En julio de 2008, finalmente se fusionan las dos marcas, naciendo así Abcdin. También se cambia el eslogan por «Sólo por ti» y el imitador Stefan Kramer realiza sus primeras campañas publicitarias para la marca.
En 2010, Abcdin cambió su eslogan por el clásico eslogan de las Supertiendas ABC: «El ABC de la economía». 
En enero de 2011, Abcdin vuelve a cambiar su eslogan por «La felicidad cuesta menos».
En 2013, AD Retail, la matriz de Abcdin, adquiere la cadena de tiendas especializada en vestuario, Dijon. En 2016, la empresa lanza su tarjeta ABCVisa, reemplazando a la Tarjeta ABCdin.
Tras el estallido social ocurrido en Chile en octubre de 2019, AD Retail informó que sus filiales Abcdin y Dijon se acogieron a la Ley de Reorganización y liquidación de empresas para evitar la quiebra. En abril de 2020, la junta de acreedores de Abcdin aprobó el plan de pagos propuesto por la cadena de tiendas para hacer frente a la deuda cercana a los US$100 millones que mantenía a la fecha. Cuatro meses después, se anunció el cierre definitivo de las tiendas Dijon.
En noviembre de 2021, la tienda lanza su primera sucursal en Providencia, siendo además la primera sucursal de la empresa ubicada en el sector oriente de Santiago. Actualmente Abcdin tiene más de setenta locales a lo largo de Chile.
En abril de 2023, se anunció el acuerdo de fusión de AD Retail (Abcdin) con la multitienda La Polar, integrando tanto el negocio de retail como el financiera, y siendo La Polar la nueva continuadora legal de la empresa.
A inicios de 2024, y en consecuencia a la fusión, las tiendas ubicadas en Calbuco, Osorno, Puerto Montt, Quillota y Alto Hospicio, así como en puntos estratégicos del centro de Santiago, en las calles Ahumada y Alameda, han sido cerradas. Esta decisión se tomó debido a la proximidad de algunas de ellas, lo que redundaba en una competencia interna, y al bajo rendimiento de otras

## Abcdin
Hasta julio de 2008, las tiendas ABC y Din operaban comercialmente como tiendas independientes y a cara del cliente eran competencia. En julio de ese año se produce la fusión de dichas marcas, naciendo ABCDin, la cual llegó a tener más de 180 sucursales, pero en mayo de 2010, sólo les quedaban 100 tiendas, debido a un proceso de eficiencia en el cual se fusionaron algunas sucursales y se incrementaron los metros cuadrados de otras. Actualmente poseen 156 tiendas a lo largo de Chile.

### Tarjeta ABC
En julio de 2008, se lanzó la nueva tarjeta de crédito Abcdin, quedando la tienda con tres tarjetas asociadas con dos emisores distintos: Cofisa S.A. (emisor de la tarjeta Abcdin y la tarjeta Multicompra Din) y ABC Inversiones Ltda. (emisor de la tarjeta ABC). Entre las tarjetas Abcdin, ABC y Multicompra Din no había diferencias en costos para sus clientes ni diferencias comerciales.
Luego de que el grupo Yaconi-Santa Cruz compró las tiendas de vestuario Dijon —fundadas en 1978 por la familia Wurman bajo el nombre inicial de Top Shop— en enero de 2013, la empresa unificó las tarjetas para ambos comercios y cambió su nombre a Tarjeta ABC a mediados de 2015.
En 2016 se lanzó la tarjeta de crédito AbcVisa, y en 2021 se lanzó la tarjeta de crédito AbcVisa internacional.